# 中国文化名人大营救纪念馆
中国文化名人大营救纪念馆位于深圳市龙华区，是为纪念抗日战争时期香港文化名人大营救行动行动而建立的纪念馆。展馆现址及其内的白石龙村天主堂已位列深圳市文物保护单位，也是国家级抗战纪念设施。

## 背景
1941年末，日军占领香港，众多在港的文化名人、进步人士人身安全遭受威胁。1942年2月起，广东人民抗日游击队（东江纵队前身）在中共南方局指示下，以白石龙天主堂等地为中转站，持续接引滞港的文化界、民主人士辗转返回内地，前后持续6个月，营救相关人士800余人，过程中无人被捕、无人牺牲。

## 展馆概况
纪念馆现今占地面积2860平方米，其中建筑面积900平方米。纪念馆共设三个展厅。其中，一号与三号展厅为新建的陈列厅，主要展陈文化名人大营救行动相关的历史，二号展厅即为修复的白石龙教堂。
白石龙教堂始建于晚清，原为土木结构住宅，建筑为两进三开间布局，面阔6.5米、进深11.8米，面积76.7平方米。清末民初，住宅被改建为天主教教堂，并将建筑内部原有的木制结构改建为了砖拱结构。1942年4月，日军扫荡白石龙村，教堂配套的神父房、修女房均被烧毁，仅剩天主堂主体建筑留存至今。

## 头衔
- 国家级抗战纪念设施（2020年9月1日）
- 深圳市文物保护单位（2021年7月4日，以营救文化名人旧址（白石龙村天主堂）名称）
- 宝安区文物保护单位（2003年11月，以营救文化名人旧址名称）
- 广东省党史教育基地（2014年）
- 深圳市中共党史学习教育基地（2012年11月）

## 图片
- 纪念馆内景
- 纪念馆内广场
- 纪念馆内广场
- 一号展厅
- 二号展厅（原天主堂）
- 二号展厅（原天主堂）
- 二号展厅内景
- 陈列馆内景